# نادي ريدنغ
ريدينغ (بالإنجليزية: Reading FC)‏ هو نادي كرة قدم من ريدينغ، بيركشاير، إنجلترا. يلعب حالياً في الدوري الإنجليزي الدرجة الثانية. يلقب الفريق بـ "Royals" بسبب تواجد منطقة ريدينغ في مقاطعة بيركشاير الملكية.

## تشكيلة الفريق
- 1- ماركوس هاهنيمان حارس مرمى
- 2- غرايام مورتي مدافع
- 3- نيكي شوري مدافع
- 4- خليفه سيسيه لاعب وسط
- 5- إبراهيما سونكو مدافع
- 6-برينيار غونارسون لاعب وسط
- 7- غلين ليتل لاعب وسط
- 8- ليروي ليتا مهاجم
- 9- كيفن دويل مهاجم
- 10- ستيفن هنت لاعب وسط
- 11- جون أوستر لاعب وسط
- 12- ديف كيتسون مهاجم
- 14- جون هالز مدافع
- 15- جايمس هاربر لاعب وسط
- 16- إيفار إنغيمارسون مدافع
- 17- بوبي كونفي لاعب وسط
- 19- سول كي هيون لاعب وسط
- 20- جوناثان هيس لاعب وسط
- 21- غراهام ستاك حارس مرمى
- 22- أندريه بيكي مدافع
- 23- أوليسس دي لا كروز مدافع
- 24- شان لونغ مهاجم
- 25- ألان بينت مدافع
- 26- كورتس أوسانو مدافع
- 27- آرون براون مدافع
- 28- كريغ هالفورد مدافع
- 29- مايكل دوبري مدافع
- 30- سكوت ديفيز لاعب وسط
- 31- سيمون كوكس مهاجم
- 32- آدام فدريكي حارس مرمى
- 33- سكوت غولبورن مدافع
- 34- جايمس هنري لاعب وسط
- 35- أليكس بيرس مدافع
- 36- ميكل أندرسون حارس مرمى
- 47- بيتر ماتي مدافع
- أوليفر بوزانيتش لاعب وسط
- بن هامر حارس مرمى
- علي الحبسي " حارس مرمى "

## إنجازات الفريق
- الدوري الإنجليزي الدرجة الأولى: 2006
- الدوري الإنجليزي الدرجة الثانية: 1994
- الدوري الإنجليزي الدرجة الثالثة: 1926، 1986
- الدوري الإنجليزي الدرجة الرابع: 1979

## أبرز اللاعبين الحاليين
- ماركوس هانيمان
- بوبي كونفي
- سول كي هيون
- أليسيس دي لا كروز

## وصلات خارجية
- الموقع الرسمي